# Hodossy Gyula
Hodossy Gyula (Dunaszerdahely, 1960. május 3.) József Attila-díjas szlovákiai magyar író, költő, szerkesztő, könyvkiadó, igazgató.

## Élete
Szülei Hodossy Lajos és Radványi Anna. 3 gyermek édesapja. A pozsonyi magyar tanítási nyelvű gimnáziumban érettségizett. Gépjárműszerelőnek tanult (1979), majd portásként, postásként, fűtőként, művelődési ház vezetőként, betegápolóként dolgozott Somorján és Dunaszerdahelyen. 1982-ben a Csemadok Kultúrház vezetője volt Érsekújvárott, ahol 1983 nyarán megszervezte a fiatal írók Iródia nevű mozgalmát. 1990-től a Csallóköz kulturális rovatának szerkesztője és a Cserkész havilap főszerkesztője volt. 1992-ben megalapította a Lilium Aurum Könyvkiadót (igazgató). 1996-tól a Katedra Alapítvány igazgatója.
1976-tól jelennek meg cikkei és versei. Főszerkesztője volt többek között 1983–1987 között az Iródia Füzeteknek (betiltották; Kulcsár Ferenccel), 1991–1995 között a Cserkésznek, 1994–1997 között a Katedrának. Több szlovákiai magyar szervezet, intézmény alapítója és vezetője: Iródia (1983–1986), Dunaszerdahelyi Református Gyülekezet (1989-től presbiter, 1995-től gondnok), Magyar Polgári Párt (1995, központi titkár).
1990–1995 között a Szlovákiai Magyar Cserkészszövetség elnöke, 1998–1999 között a Szlovákiai Magyar Írók Társaságának ügyvezető elnöke, 2003-tól elnöke. Nevéhez fűződik 2000-ben a Vámbéry Polgári Társulás (2000–2005 elnök, 2005-től igazgató) és 1998-ban a Vámbéry Irodalmi Kávéház létrehozása.

## Elismerései
- 2001 Nyitott Európáért Díj (Márai Sándor Alapítvány)
- 2004 Partium Díj
- 2020 Magyar Arany Érdemkereszt
- 2021 Szlovákiai Civil Becsületrend-díj
- 2022 József Attila-díj[4]

## Művei
- 1993 Hivatalos versek
- 1999 A Mária Valéria híd története. Dunaszerdahely
- A szerető önfegyelem; Lilium Aurum, Dunaszerdahely, 2003
- 2004 Fátyla jókedvemnek
- Karácsonyi ajándék. Felvidéki klasszikusok tollából; összeáll. Hodossy Gyula; Lilium Aurum, Dunaszerdahely, 2006
- Keresetlen szavak. Beszélgetések Hodossy Gyulával; interjú Csanda Gábor; Lilium Aurum, Dunaszerdahely, 2010
- Szövi a lélek vásznát. Ötven év – ötven vers; vál., utószó Zalán Tibor; Lilium Aurum, Dunaszerdahely, 2010
- 2013 Ma elkezdődik bennünk a szeretet
- 2020 Minden addig
- 2021 Minden addig, hatvanig